# La Vierge (archipel de Pointe-Géologie)
La Vierge est un îlot rocheux de l'archipel de Pointe-Géologie (terre Adélie), situé en mer Dumont-d'Urville (océan Austral) au large du continent antarctique.

## Description
Cet îlot rond de près de 100 m de diamètre atteint une altitude de 13 m. Il est situé dans la baie Pierre-Lejay, à 500 m à l'est de l'île du Gouverneur. Comme toutes les îles constituant le groupe des Sept-Îles plus au nord, il porte le nom d'un signe du zodiaque. Il était auparavant appelé l'îlot de la Vierge.